# Sportswriter
Sportswriter (The Sportswriter) è un romanzo del 1986 dello scrittore statunitense Richard Ford.
Narra in forma autobiografica le vicende del giornalista sportivo Frank Bascombe in un lungo fine settimana pasquale. Nel corso della narrazione il protagonista non si limita al mero resoconto particolareggiato di quanto vive ma vi introduce molti interstizi narrativi su eventi passati o del suo modo d’intendere la vita.

## Trama
La storia comincia con l’incontro tra Frank e la sua ex moglie, di cui occulta il nome chiamandola X, al cimitero di Haddam (città fittizia nel New Jersey) di fronte alla tomba del loro primogenito Ralph, morto per aver contratto la sindrome di Reye. I loro rapporti non sono tesi, tuttavia in lei persiste ancora un po’ di quel distacco che li ha condotti al divorzio; la donna ora vive con i due figli nella medesima cittadina e lascia a Frank ampia libertà nel vederli; inoltre ha iniziato a giocare a golf con risultati egregi.
Frank è uno scrittore che, dopo un promettente esordio letterario, sentendo inaridirsi la sua vena artistica ha preferito ammetterlo e ha deciso di cambiare professione, continua a vivere nella vecchia casa, ha affittato delle stanze al religioso gabonese Bosobolo, e si dedica al lavoro di cronista sportivo. Il giorno dopo ha in programma una trasferta nel Michigan per intervistare Herb Wallagher, giocatore di football americano la cui carriera è stata stroncata da un infortunio che lo ha reso tetraplegico; ha ora deciso di reinventarsi iscrivendosi all'università e di diventare un esempio per gli altri.
Frank parte con la nuova fidanzata, l’infermiera Vicki Arcenault. Arrivato a destinazione, scopre che Herb, lungi dall'essere l’ex sportivo che non s'è arreso, è piuttosto un uomo sconvolto dalle traversie, quasi fuori di senno e senza prospettive di vita, che quasi denigra la sua carriera e che giunge perfino ad insultare Frank ritenendolo insensibile. In albergo Frank ha delle incomprensioni con Vicki, poi tornano nel New Jersey. Vorrebbe andare da lei per appianare la situazione, ma incontra Walter Luckett Jr., membro del "Club dei divorziati", associazione informale di uomini che trascorrono ogni tanto qualche ora in compagnia, che torna a parlargli di alcuni suoi tormenti intimi: lasciato dalla moglie Yolanda, andata a vivere a Bimini col suo nuovo compagno, non riesce a ritrovarsi, e per giunta una sera ha avuto un’avventura omosessuale occasionale, di cui non riesce a darsi pace; Frank ascolta sopportando controvoglia, solo per cortesia, conscio che Walter lo ritiene la persona adatta con cui confidarsi.
La domenica di Pasqua Frank raggiunge per un pranzo fuori città la famiglia della fidanzata; qui conosce il padre di lei, Wade, uomo alla mano con cui farebbe volentieri amicizia, il ruvido fratello Cade e la compagna del padre Lynette con la quale Vicki non lega. Una volta pranzato, dopo aver appreso con una telefonata improvvisa che Walter si è ucciso, in seguito ad una scaramuccia viene colpito con un pugno e lasciato da Vicki; quindi torna ad Haddam, va alla polizia per deporre su Walter e incontrata X, vanno insieme a casa dell'amico suicida. In seguito finisce per caso alla stazione ferroviaria salendo sul treno che lo conduce a New York. Qui va alla redazione del giornale e prova a lavorare sull'intervista, quando incontra la giovane stagista Catherine Flaherty, che sembra poter diventare la sua nuova fiamma.

## Trasposizione televisiva
Nel 2007 HBO ha acquisito i diritti per una trasposizione del romanzo in una miniserie televisiva da sei ore. Alcuni anni dopo Richard Ford ha dichiarato che il progetto è stato abbandonato.